# Xirvão

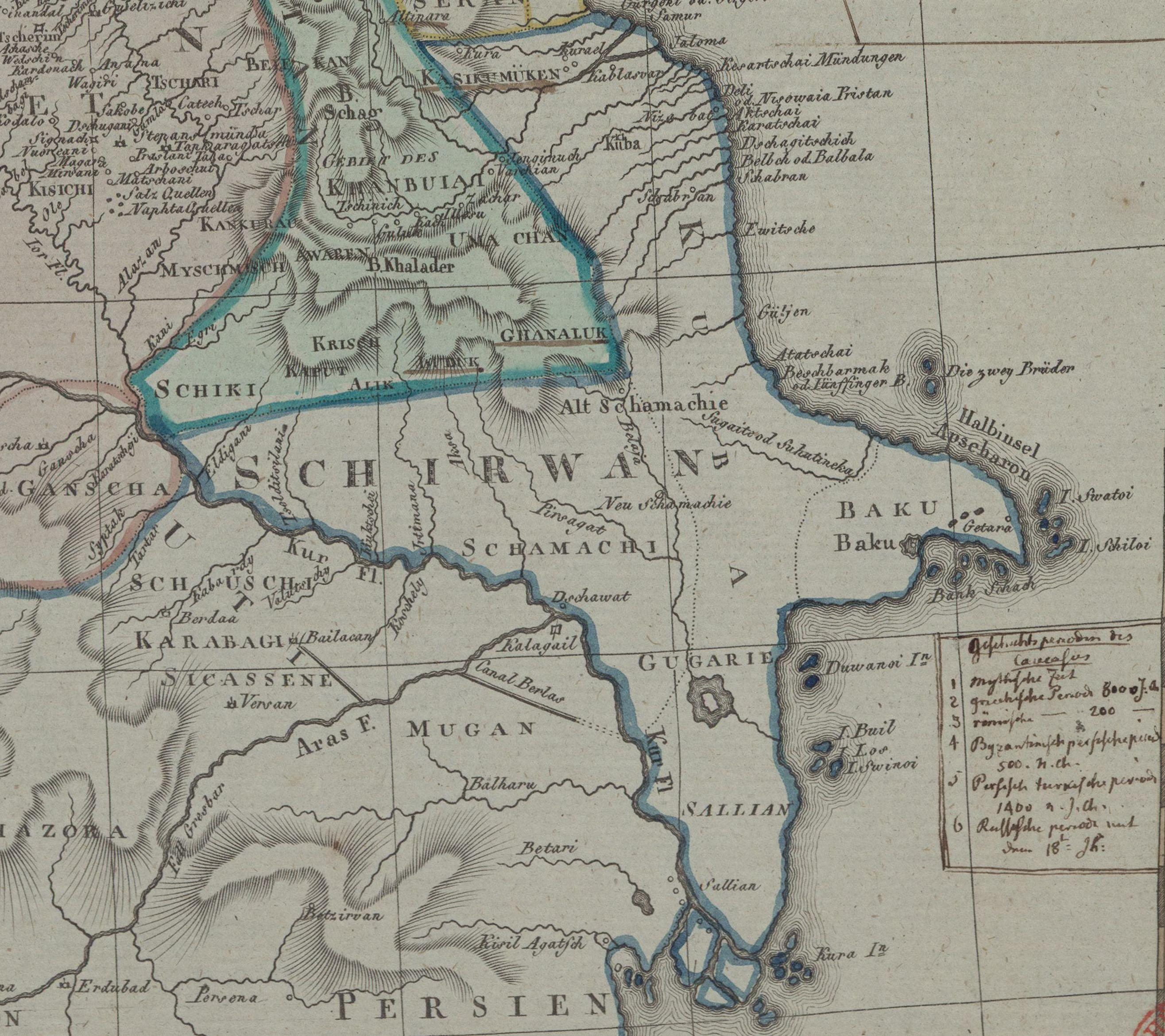
Xirvão num mapa alemão de 1804

Xirvão ou Xirvã (em árabe: شروان, Xerwan; em persa: شروان, Xirvān; em azeri: Şirvan; em tati: Şirvan), forma aportuguesada de Shirvan ou Shirwan, é uma região histórica na Transcaucásia, assim designada desde o início do período islâmico (século VII). É hoje parte do Azerbaijão, sendo delimitada pelo Irã ao sul, a Armênia a oeste e o Daguestão, na Rússia, ao norte.

## Geografia
Xirvão, ao norte, alcança os altos cumes da principal cordilheira do Cáucaso, enquanto ao sul se inclina para o curso do rio Cura. Ao sul desse limite fluvial e de seu confluente rio Aras, fica a região de Mugã, enquanto a noroeste fica a região de Xaqui e a oeste, Arrã. Ao longo da história, sobretudo no tempo dos xás de Xirvão (séculos IX-XVII), Xirvão se expandiu ao norte à região montanhosa de Laizã, e a leste às costas do Cáspio, a Guba e Mascate, na direção de Derbente, e ao sul para Bacu. Suas regiões de várzea sofreram pressão de alanos e ossetas do Cáucaso Central, o Emirado de Derbente dos haximidas, os russos de Quieve no Cáspio e os poderes curdos e dailamitas do sul, como os Emirados Sadádida e Mossaférida.